# フルスピード (企業)
	株式会社フルスピード（英文社名：Full Speed Inc.）は、東京都渋谷区円山町に本社を置くインターネット広告企業。フリービットの子会社。

## 概要
フルスピードは2001年に京都府で設立された会社。インターネット広告事業を手掛け、2010年には友好的株式公開買付けによりフリービットの子会社となった。2018年に東京証券取引所市場第二部に市場変更。

## 沿革
- 2001年 京都府城陽市に有限会社エクシスを設立[2]。
- 2003年 組織を株式会社に変更、東京都に本社を移転[2]。
- 2004年 Googleと販売代理店契約を締結[2]。
- 2005年 株式会社フルスピードに商号変更[2]。
- 2007年 東京証券取引所マザーズに株式を上場[2]。
- 2008年 渋谷マークシティに本社を移転[2]。
- 2010年 株式公開買付けによりフリービットの子会社となる[2]。
- 2011年 フリービットを割当先とする第三者割当増資を実施[2]。
- 2012年 渋谷E・スペースタワーに本社を移転[2]。
- 2015年 アイレップとの合弁会社シンクスを設立[2]。
- 2017年 光通信との合弁会社フルスピードリンクを設立[2]。
- 2018年 東京証券取引所市場第二部に市場変更[2]。
- 2022年
  - 5月31日 フリービットによる株式公開買付けが成立[7]。
  - 9月1日 東京証券取引所スタンダード市場上場廃止[8]。
  - 9月5日 株式併合により、フリービットの完全子会社となる。